# Rosario Fernández Figueroa
Rosario del Pilar Fernández Figueroa (Lima, 9 de noviembre de 1955) es una abogada y política peruana. Fue Presidenta del Consejo de Ministros (2011) y Ministra de Justicia durante el 2.º gobierno de Alan García. Fue abogada de Ernesto Schütz por la administración judicial de Panamericana Televisión en el año 2003.

## Biografía
Nació en Lima, el 9 de noviembre de 1955. Es la hija del exministro Joffré Fernández Valdivieso.
Realizó sus estudios primarios y secundarios en la Institución Educativa Emblemática Teresa González de Fanning.
Estudió la carrera de derecho en la Pontificia Universidad Católica del Perú.
Ha sido Vicepresidenta del Directorio de la Bolsa de Valores de Lima (1988-1991), miembro de la Comisión Reformadora del Código de Procedimientos Civiles (1987-1988), miembro de la Comisión encargada de elaborar el Anteproyecto de Ley de Arbitraje (1986-1987); Tesorera de la Junta Directiva del Colegio de Abogados de Lima (1993-1994), profesora del curso de Derecho Internacional Privado y del curso de Derecho Procesal Civil en la Pontificia Universidad Católica del Perú (1983, 1984, 1990, 1992), del curso de Derecho Internacional Privado en la Universidad de Piura y en la Universidad de Lima.

## Vida política

### Ministra de Justicia
El 20 de septiembre del 2007, fue nombrada ministra de Justicia por el expresidente Alan García en su segundo gobierno.
Permaneció en le cargo hasta el 11 de julio del 2009 tras la renuncia de todo el gabinete encabezado por Yehude Simon.
El 14 de septiembre del 2010, fue nuevamente nombrada ministra de Justicia por el expresidente Alan García, siendo su última ministra del Interior en su segundo gobierno.
Durante su gestión, trabajó en permanente coordinación con el Poder Judicial y el Ministerio Público para reducir la elevada carga procesal existente, e impulsando la mejora del sistema penitenciario del país.

### Presidenta del Consejo de Ministros
El 19 de marzo del 2010, fue nombrada presidenta del Consejo de Ministros por el expresidente Alan García, siendo la 2.ª mujer en asumir dicho cargo y la última Premier del gobierno de García.